# Anscharkirche (Neumünster)

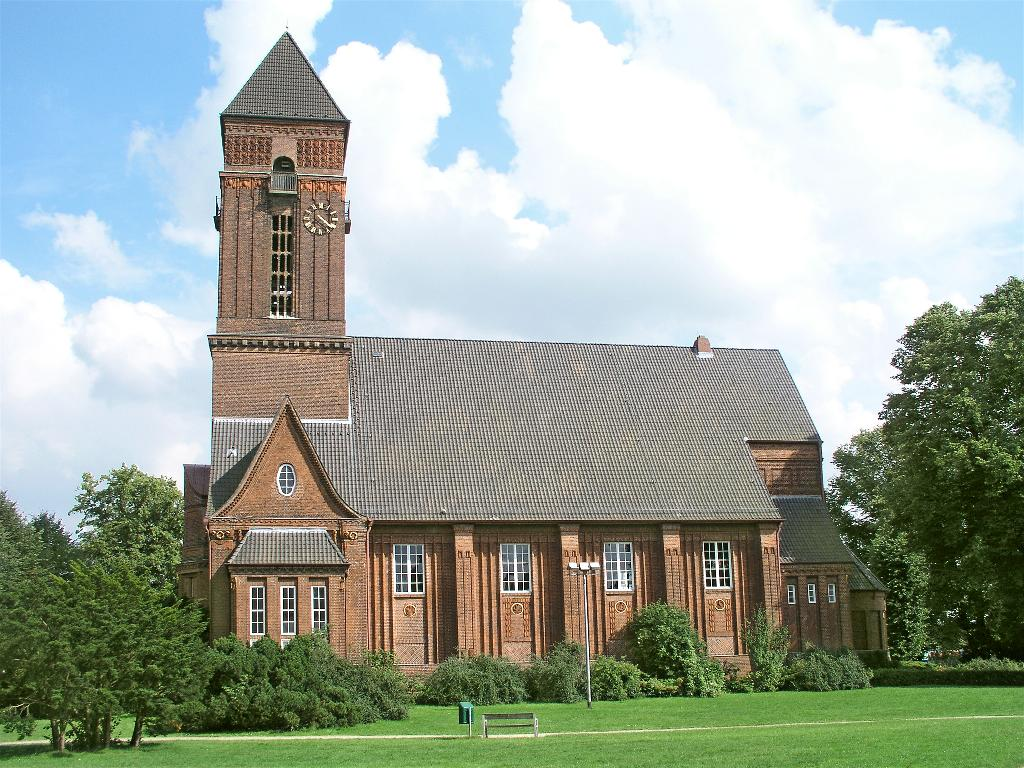
Die Anscharkirche von Nordwesten aus gesehen

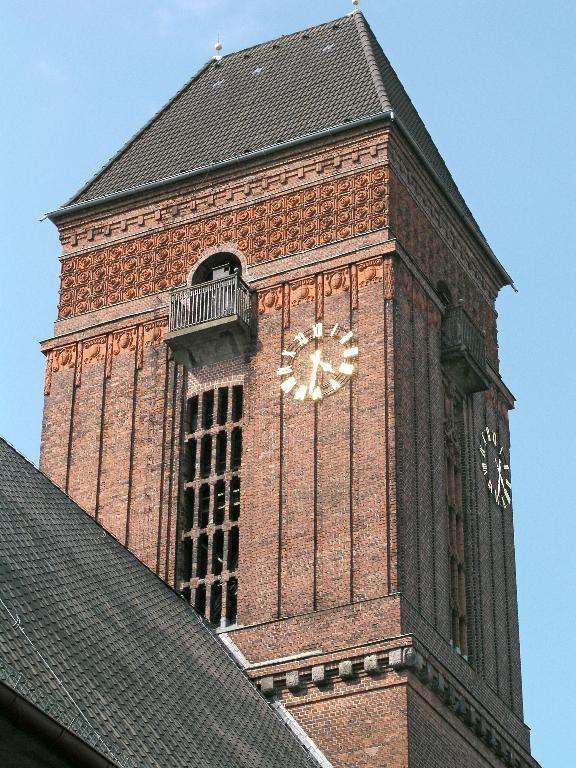
Der Turm mit textiler Backsteinstruktur

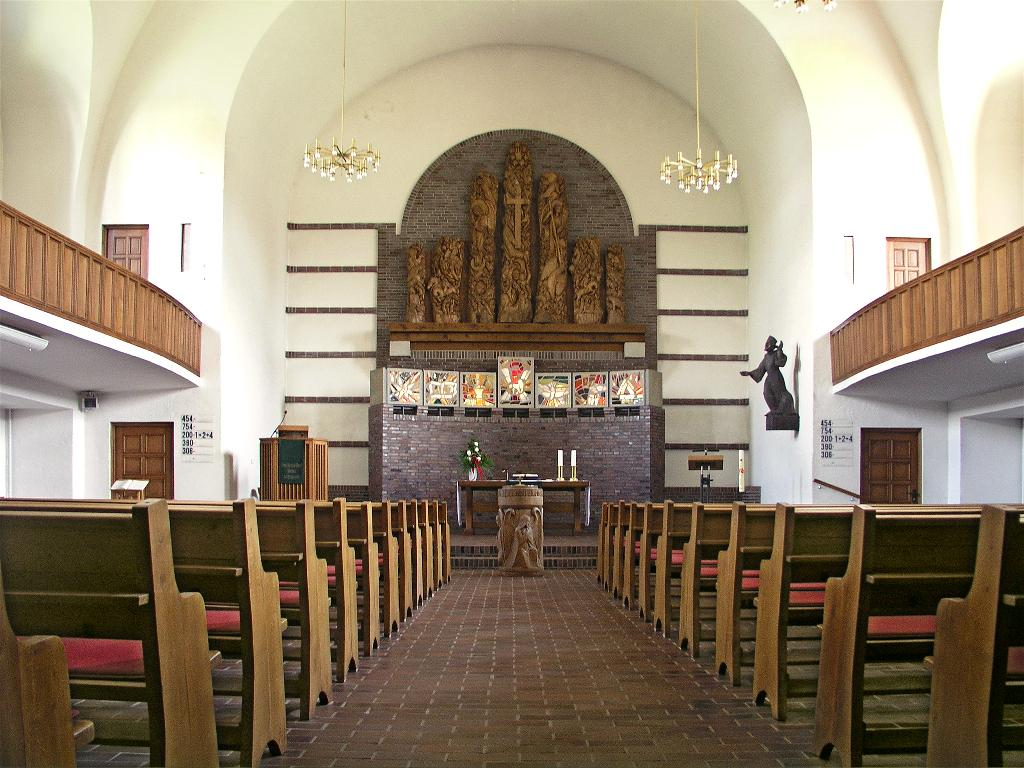
Innenraum mit Taufbecken und Offenbarungsaltar von Otto Flath, rechts die Ansgar-Skulptur von Manfred Sihle-Wissel

Die Anscharkirche ist eine evangelisch-lutherische Kirche in Neumünster. Die nach dem Bischof Ansgar benannte Kirche steht an der Christianstraße in der Stadtmitte und wurde 1913 als zweite große evangelische Kirche der Stadt eingeweiht. Der Bau stammt vom Architekten Hans Roß, der das Projekt von der städtebaulichen Anordnung bis zum letzten Detail plante. Die Anscharkirche ist Pfarrkirche der evangelisch-lutherischen Anschar-Kirchengemeinde und steht unter Denkmalschutz.

## Baugeschichte
Bereits 1895 wurde ein Fonds für den Bau einer zweiten evangelischen Kirche in Neumünster eingerichtet. 1908 gründete sich die Neubaukommission des Kirchenkollegiums und lobte 1909 einen Architektenwettbewerb unter den in Schleswig-Holstein, Hamburg und Lübeck ansässigen Architekten aus. Bis zum Ablauf der Bearbeitungsfrist am 15. Oktober 1909 gingen 126 Entwürfe ein. Den mit 1800 Mark dotierten 1. Preis erhielt das Berliner Architektenbüro Jürgensen und Bachmann. Der 2. Preis (1000 Mark) ging an Magnus Schlichting in Flensburg, der 3. Preis (700 Mark) an Heinrich Bomhoff in Hamburg.

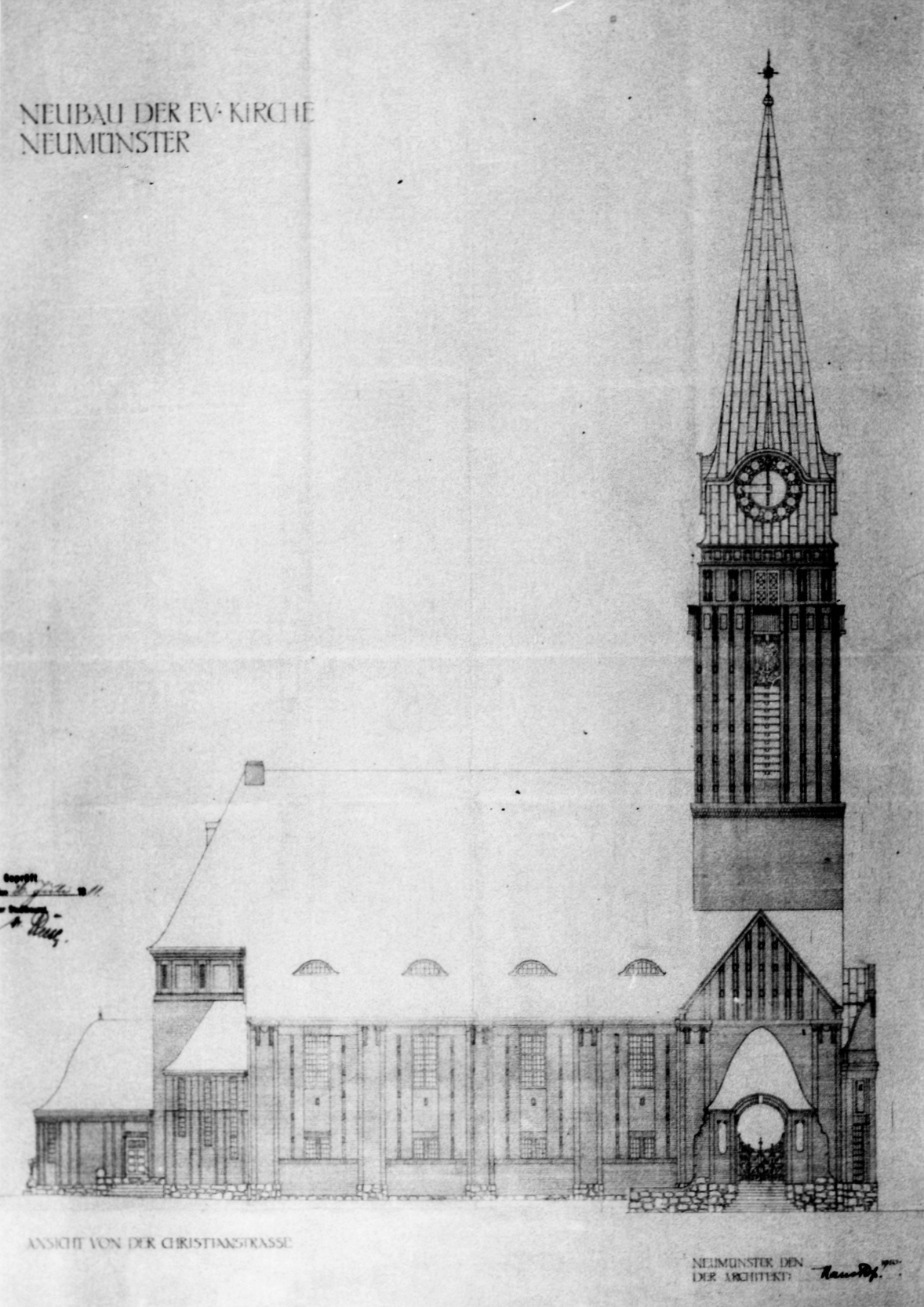
Entwurf der Kirche von Hans Roß

Obwohl bei der Auslobung des Wettbewerbs verkündet worden war, „einem der Preisträger die Anfertigung des Entwurfes und die bauliche Oberleitung des Kirchenbaues auf Grund der Honorarnorm des Verbandes Deutscher Architekten- und Ingenieur-Vereine zu übertragen“, zog die Kirchenbaukommission dann jedoch den Neumünsteraner Architekten Hans Roß für die weitere Bearbeitung des Projekts heran – der zwar auch am Wettbewerb teilgenommen, jedoch keinen Preis erhalten hatte. Roß erstellte gemeinsam mit dem Verfasser des zweitplatzierten Wettbewerbsentwurfs Magnus Schlichting den Ausführungsentwurf. Schlichting trat aber im Lauf der weiteren Planung von dem Projekt zurück, sodass die Ausführung allein in den Händen von Hans Roß lag. Bauzeit der Kirche war von April 1911 bis September 1913.

## Architektur
Es handelt sich um eine Saalkirche mit Tonnengewölbe, an die im Westen eine Apsis und im Süden eine Vorhalle angebaut ist. Außen ist das Ziegel-Sichtmauerwerk durch Pilaster und Lisenen gegliedert. Formsteine und Schmuckelemente aus Ton sind reichlich verwendet. Sie bilden textile Strukturen und figürlichen Schmuck, die sowohl Einflüsse des Jugendstils als auch der Reformarchitektur zeigen. Der dominierende Ostturm trägt eine alte Bronzeglocke aus dem Jahr 1643.

## Zerstörung und Wiederaufbau
Im November 1944 brannte die Kirche nach einem Bombenangriff aus. Durch den Architekten Fritz Hain sen. wurde sie in schlichterer Form wieder aufgebaut. Den ursprünglichen spitzen, mit Kupferblech gedeckten Turmhelm stellte man nicht wieder her, das Bogendach der Eingangs-Vorhalle wurde vereinfacht. Im Innern wurde das Gewölbe aus statischen Gründen erhöht. 1994 kam es zur Umgestaltung der Altarzone durch den Architekten Fritz Hain jun.

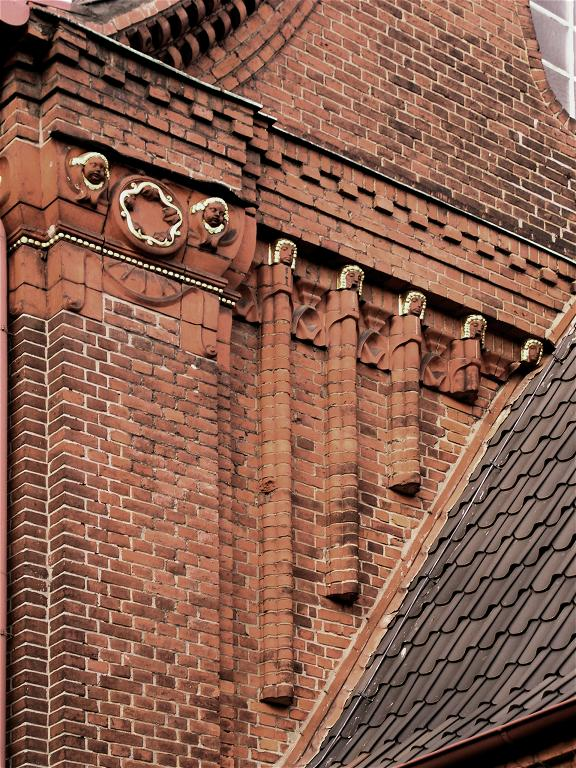
Pilaster mit Kapitell (links) und profilierte Lisenen
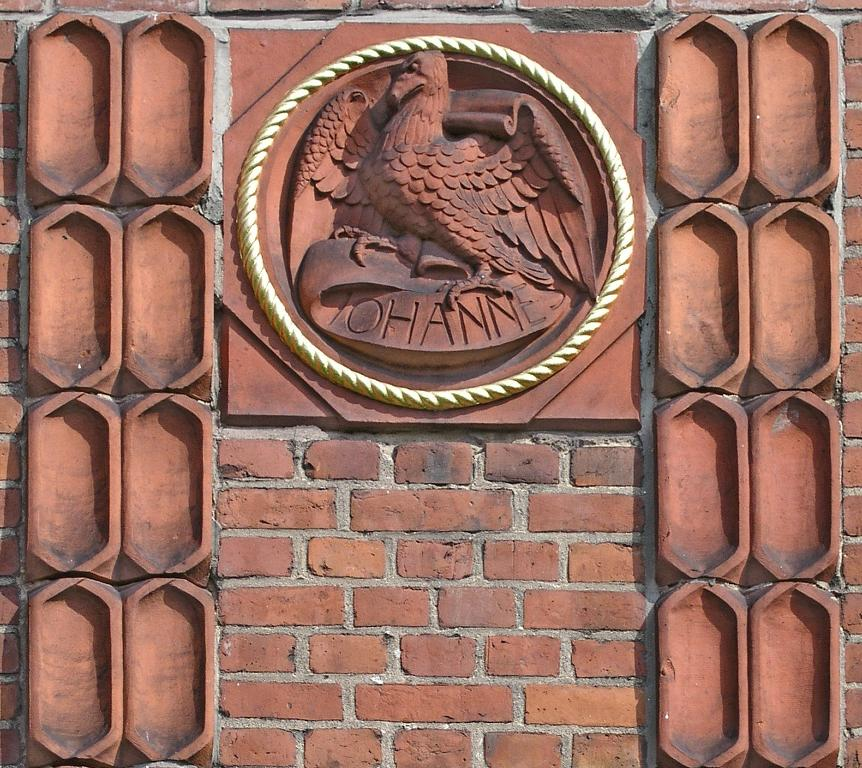
Medaillon des Evangelisten Johannes und konkave Formsteine
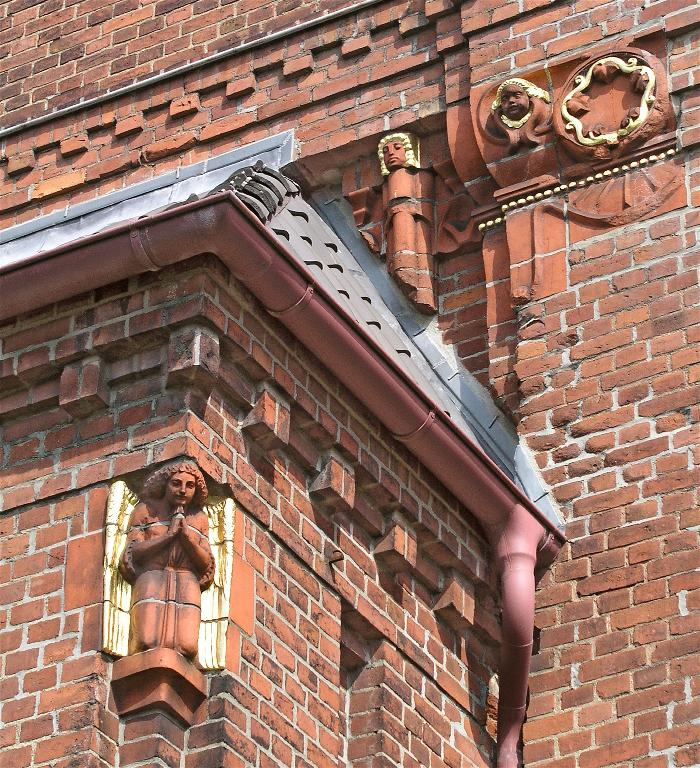
Figurenschmuck und Traufgesims

## Kunstschätze

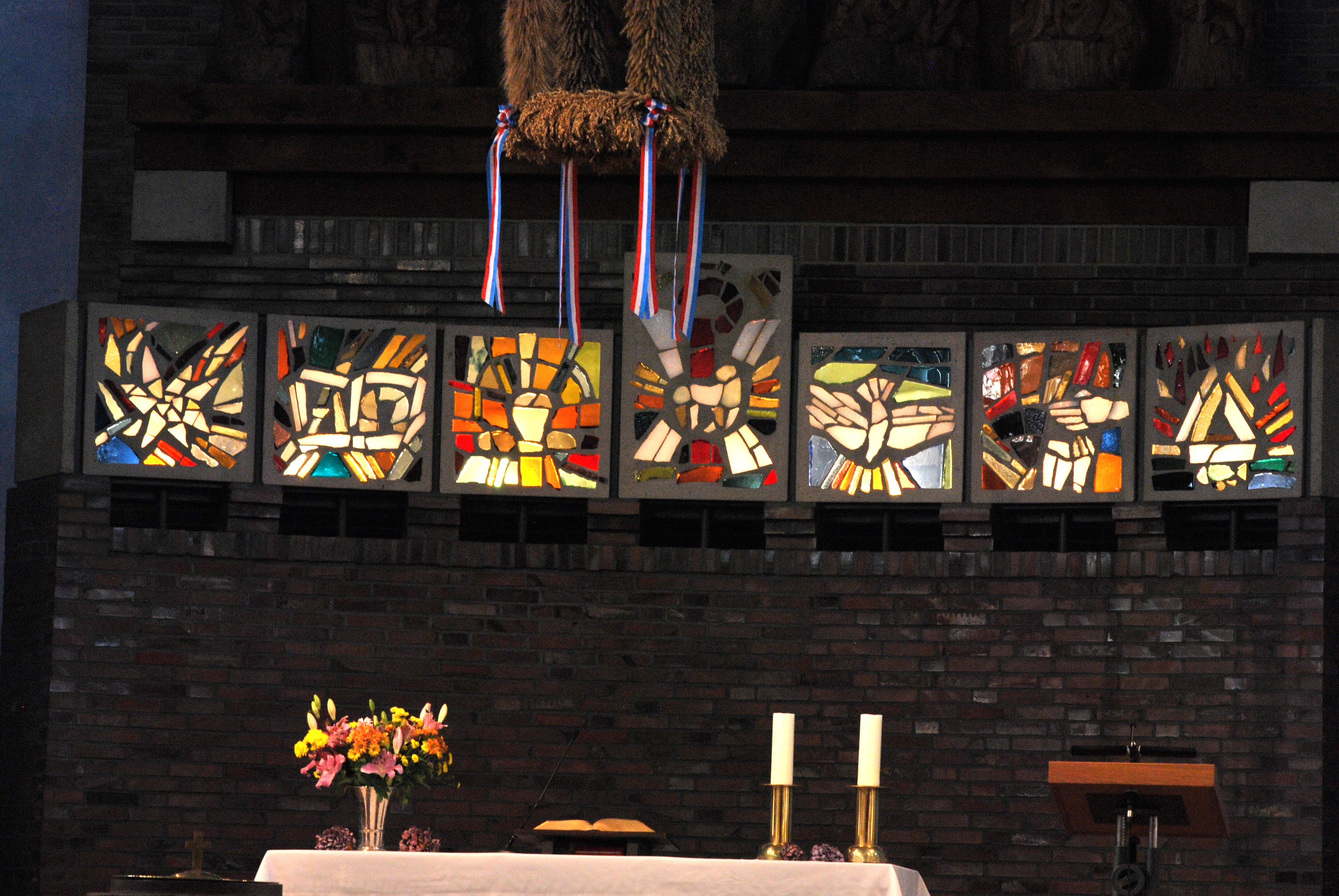
Glasbeton-Skulpturen von Illo von Rauch-Wittlich als Fries unter dem Offenbarungs-Altar

Der Figurenschmuck der Außenwände stammt von dem Berliner Bildhauer Ludwig Isenbeck und ist im Originalzustand erhalten.
Im Innern befinden sich folgende jüngere Kunstwerke:
- Offenbarungsaltar, 1951 von Otto Flath (Segeberg),
4 m × 6 m, aus Lindenbaumstämmen, zeigt 250 Gestalten und Symbole aus der Offenbarung des Johannes
- Taufbecken von Otto Flath
- Sieben Betonglasfarbbilder Geburt Jesu Christi, Der Bergprediger, Abendmahl, Kreuz und Auferstehung, Die Taufe, Der Heilende Christus und Pfingsten, 1994 von Illo von Rauch-Wittlich (Berlin)
- Bronzeplastik Ansgar der Apostel des Nordens, 1997 von Manfred Sihle-Wissel (Brammer)